# Erzbistum Mecheln-Brüssel
Das Erzbistum Mecheln-Brüssel (lateinisch Archidioecesis Mechliniensis-Bruxellensis, französisch Archidiocèse de Malines-Bruxelles, niederländisch Aartsbisdom Mechelen-Brussel) mit Sitz in Mecheln besteht seit etwa 450 Jahren. Die zugehörige Kirchenprovinz umfasst heute das gesamte Königreich Belgien. Der Erzbischof von Mecheln-Brüssel ist Primas der katholischen Kirche Belgiens.

## Geschichte
Das Erzbistum Mecheln wurde 1559 aufgrund einer Reorganisation der Diözesen in den damaligen habsburgischen Niederlanden (umfasst die heutigen Niederlande, Belgien und Nordfrankreich) auf Betreiben von Philipp II. gegründet. Der Kirchensprengel war vordem der Diözese Cambrai zugeordnet. Die Suffraganbistümer bei seiner Gründung waren die neu errichteten Bistümer Antwerpen, Brügge, Gent und Ypern, sowie das Bistum Lüttich – vormals zum Erzbistum Köln gehörend.
Eine erneute kirchliche Reorganisation fand 1801 im Rahmen der französischen Revolution statt. Die bisherigen Suffraganbistümer Antwerpen, Brügge und Ypern wurden aufgelöst. Es erfolgte eine Unterstellung der Bistümer Tournai und Namur – vormals zum Erzbistum Cambrai gehörend und des linksrheinischen Rests des ehemaligen Erzbistums Mainz.
Am 29. November 1801 bestätigte der Papst die Neueinteilung der Bistümer in der Bulle „Qui Christi Domini“. Diese Einteilung hatte Bestand, bis 1821 die neue Oberrheinische Kirchenprovinz mit Metropolitansitz in Freiburg gegründet wurde, der das neue Bistum Mainz gemäß Zirkumskriptionsbulle Provida solersque zugeschlagen wurde.
Die Diözese Brügge wurde 1834 durch die Ausgliederung aus dem Bistum Gent gegründet. 1961 wurde das Erzbistum zu ‚Mecheln-Brüssel‘ umbenannt. Die Diözese Antwerpen wurde im gleichen Jahr durch Ausgliederung aus dem Erzbistum gegründet.
Durch Ausgliederung aus dem Bistum Lüttich wurde 1967 die Diözese Hasselt gegründet.

### Territorium
Am 6. Dezember 1961 wurde auf Initiative von Kardinal Suenens das alte Erzbistum Mecheln in das Bistum Antwerpen und das Erzbistum Mecheln-Brüssel aufgeteilt. Es umfasst die Provinzen Flämisch-Brabant und Wallonisch-Brabant, die Hauptstadtregion Brüssel und ein Stück der Provinz Antwerpen (die Stadt Mecheln).
Im Jahr 1962 beschloss Kardinal Suenens das Erzbistum Mecheln-Brüssel in drei Vikariate zu teilen:
- Vikariat Brüssel (entspricht der Hauptstadtregion Brüssel)
- Vikariat Flämisch-Brabant und Mecheln (entspricht der Provinz Flämisch-Brabant)
- Vikariat Wallonisch-Brabant (entspricht der Provinz Wallonisch-Brabant)

### Sprachautonomie
1969 erkannte Kardinal Suenens die Autonomie der niederländisch- und französischsprachigen Pastoral im Vikariat Brüssel mit eigenen Verantwortlichkeiten und Infrastruktur an. Zwischen 1962 und 1982 wurden die Vikariate von einem Generalvikar geleitet, wobei dem Brüsseler Generalvikar ab 1963 drei Adjutoren zur Seite standen. Von 1982 bis 2002 wurden Erzbischof Kardinal Danneels in Brüssel zwei Weihbischöfe beigestellt, die ebenfalls die o. g. Funktionen eines Generalvikars hatten. Seit seiner Ernennung am 20. März 2002 zum Weihbischof und Generalvikar für die Stadt Brüssel bemüht sich Jozef De Kesel um die Einheit der Kirche von Brüssel.

### Durchsuchung
Am 24. Juni 2010 wurden die Büros der Erzdiözese in Mecheln von der Brüsseler Staatsanwaltschaft durchsucht. Nach Angaben der Staatsanwaltschaft sei Ziel der Ermittlungen, be- oder entlastendes Material in einem Fall sexuellen Missbrauchs zu finden. Dabei wurden anwesenden Kirchenvertretern vorübergehend die Mobiltelefone abgenommen und die Gräber verstorbener Kardinäle durchsucht sowie die versammelten Bischöfe stundenlang festgehalten und verhört. Die belgische Bischofskonferenz und Papst Benedikt XVI. äußerten sich „verwundert“ über das Verhalten der Ermittlungsbehörden. Am 13. August 2010 erklärte das Brüsseler Berufungsgericht die Durchsuchung für rechtmäßig und gestattete die Fortsetzung des Ermittlungsverfahrens.

## Kathedralen

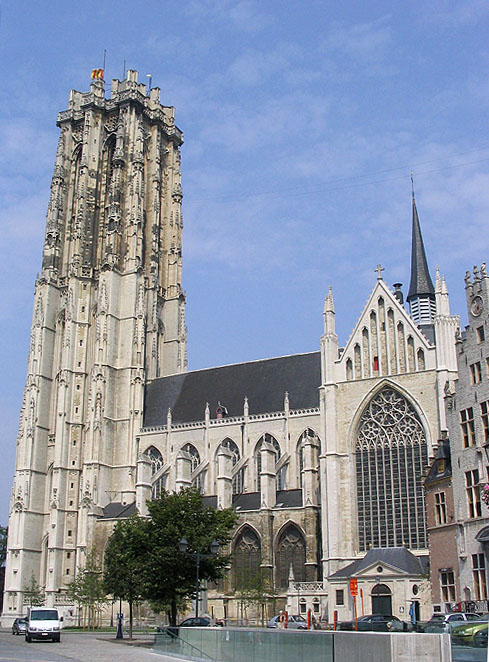
St. Romuald in Mecheln, Kathedrale des Erzbistums und Metropolitankirche Belgiens
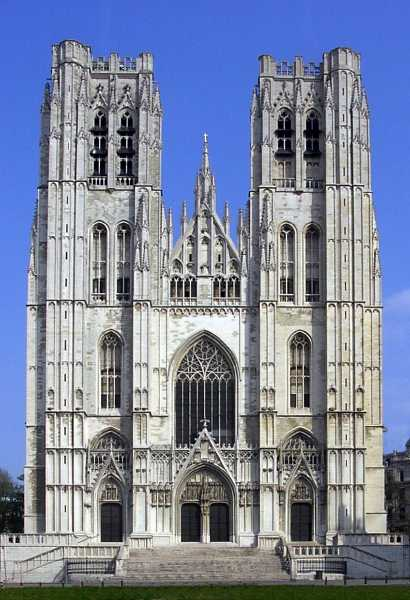
St. Michael und St. Gudula in Brüssel, Konkathedrale des Erzbistums